# Gongylidiellum compar
Gongylidiellum compar là một loài nhện trong họ Linyphiidae.
Loài này thuộc chi Gongylidiellum. Gongylidiellum compar được Johan Peter Westring miêu tả năm 1861.